# Privilegium de non tolerandis Judaeis

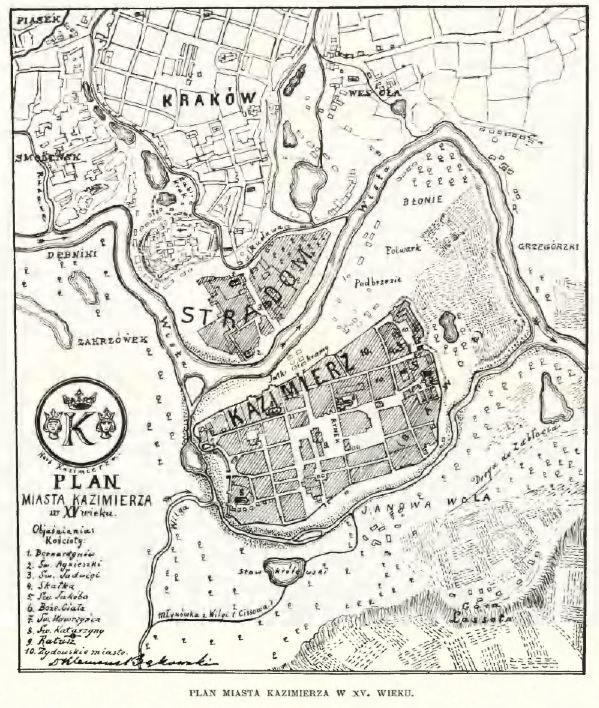
Карта местечка Казимеж, где действовало правило «Privilegium de non tolerandis Christianis» и город Краков, где действовал привилей «Privilegium de non tolerandis Judaeis»

Privilegium de non tolerandis Judaeis (с лат. — «Привилегия о нетерпении евреев») — привилей, действовавший с XIV до конца XVIII века в Речи Посполитой на территории королевских городов и запрещавший евреям проживать и владеть недвижимой собственностью в этих городах. Привилей запрещал евреям входить в эти города, за исключением некоторых дней, когда организовывались ярмарки. В то же время привилей разрешал евреям свободную деятельность на территории городов, которые не имели статуса «королевский город». В свою очередь, в некоторых еврейских кварталах польских и литовских городов действовало аналогичное правило «Privilegium de non tolerandis Christianis», запрещавшее христианам посещать места еврейского проживания.
Привилей делал исключение некоторым еврейским сословиям, служащим при аристократических дворах, банкирам, врачам и служащим в юридиках.

## Последствия
Привилей юридически предусматривал выселение евреев за пределы городских стен королевских городов. Фактически целью привилея было исключение торговой конкуренции между коренными жителями и евреями. В действительности евреи часто нарушали привилей, используя пробелы в законодательстве об юридиках. Например, в Вильне на территории юридики было организовано еврейское управление и в 1633 году была построена даже Большая синагога. Привилей подчинялся городскому праву, поэтому часто городские власти изменяли его действие в свою пользу, чтобы иметь возможность пользоваться услугами еврейских банкиров и торговцев.
С XVI века привилей выдавали правители Речи Посполитой. Привилей действовал в Гданьске, Варшаве, Кракове, Люблине, Радоме, на территории всего Мазовецкого княжества и Королевской Пруссии. Постепенно привилей стали использовать в своих целях власти городов, которые не имели статуса королевских. С XVI века положения привилея использовали городские власти более 1300 городов. В Королевстве Польском из 452 городов этот привилей использовали только 92 города (около 20 %).
После применения привилея за городскими стенами городов или вблизи от них стали формироваться еврейские поселения, что приводило к возникновению Oppidum Judaeorum (местечко) на всей территории Речи Посполитой. Жители, проживавшие в этих поселениях, могли в определённое время посещать близлежащий город. Таким образом возникли поселения Казимеж в Кракове и «Песья горка» возле бывшего Люблинского замка.
Другим результатом привилея стала массовая еврейская миграция на восточные земли Речи Посполитой (в частности на территорию Киевского воеводства). Польские землевладельцы в Киевском воеводстве охотно принимали еврейских переселенцев на своих землях и не ограничивали их деятельность. В 1648 году численность евреев в Киевском воеводстве достигла 200 тысяч человек (по другим данным до 500 тысяч человек), значительно превысив другие национальные меньшинства. В то же время численность евреев в польской части Речи Посполитой снизилась с 25—30 тысяч человек в начале XVI века до 3 тысяч человек в 1630 году.

## De non tolerandis Christianis
Еврейские власти на территории еврейских поселений в свою очередь применяли правило «De non tolerandis Christianis» (О нетерпении христиан), которым запрещали неевреям посещать места их проживания. Король Сигизмунд II Август издал в 1568 году подобный указ, запрещавший христианам посещать еврейские кварталы в Кракове и Люблине. В 1633 году это правило действовало в Познани и с 1645 года в 28 городах Великого княжества Литовского.

## Источник
- Maria i Kazimierz Piechotka: Oppidum Judaeorum. Żydzi w przestrzeni miejskiej dawnej Rzeczypospolitej. Warszawa: Krupski i S-ka, 2004, стр. 36-48. ISBN 83-86117-54-0.
- Antony Polonsky: Poland before 1795, The YIVO Encyclopedia of Jews in Eastern Europe
- Henryk Wisner: Opodatkowanie żydów. W: Rzeczpospolita Wazów. T. 2. Warszawa: PAN, 2004, стр. 74-75. ISBN 83-89-72902-4.